# Roberto Hermida
Roberto César Hermida (Buenos Aires, 1955- 2009) escritor, poeta, docente, periodista, argentino. Nació en Buenos Aires el 4 de junio de 1955 y falleció en esa misma ciudad el 12 de agosto de 2009. 

## Biografía
Los primeros años de su formación los recibe en la escuela Nº 20, Pedro Medrano, de Villa Devoto; luego en el Colegio Nacional Nº13, Cnel. de Marina Tomás Espora. Cursó la carrera de periodismo en el Instituto Superior Mariano Moreno y estudió letras en la Universidad de Buenos Aires (UBA).
Escritor bilingüe, escribía en español y en gallego. Fue docente de ciencias políticas y colaboró con varios diarios y revistas. Fue socio de la SADE, Sociedad Argentina de Escritores, filial Buenos Aires; miembro de la SADE, seccional Tucumán y fue socio fundador y primer presidente de la SADE, seccional Valles Calchaquíes (2005-2009). También fue miembro del PEN Club Internacional. 
Trabajó para la Fundación de Poetas del Ateneo Poético Argentino, estuvo entre los iniciadores de la importante Triangulación Cultural de los Valles Calchaquíes y dirigió la SALAC, Sociedad Argentina de Letras, Artes y Ciencias, filial Tafí del Valle. Participó activamente del Primer Congreso Nacional de Poesía, Mar del Plata, 2005.
Vivió los últimos años de su vida en El Mollar, Tucumán, tierra de la que se había aquerenciado profundamente y a la que le dedica los últimos años de su obra. Allí genera una importante movida cultural que tendrá como eje principal a la Biblioteca Popular Manuel Aldonate de El Mollar. Hermida fue secretario y tesorero de dicha biblioteca, luchando, sin medios, junto a Alicia Monroy por el bienestar de la niñez y la juventud del lugar. La biblioteca alberga hoy el legado de una parte de la importante biblioteca del escritor.
Hermida falleció por complicaciones cardíacas, en la ciudad de Buenos Aires, a fines del invierno de 2009, dejando una producción literaria trunca, de más de siete libros inéditos.

## Comentarios sobre su obra
Comenta el poeta Arturo Cuadrado:

[La poesía de Hermida] abarca horizontes fundamentales de la existencia. La tierra y el mar enmarcan las esencias humanas y el amor o la muerte fluyen cual escenas de fervientes pasiones como fuerzas subterráneas de la naturaleza.
Su escritura, conjunción de belleza, pasión y alegría queda convertida en fecunda explosión, en [su poesía] íntima joya vívida, ensoñada, por Roberto César Hermida, cuya obra nunca será olvido, distancia, ni ceniza...

- Fragmento de uno de los poemas de Hermida:

Vita

Cuando del vientre limo de mi madre

no habíame salido todavía

llevaba en mi espalda hacia el calvario,

esta cruz de saberme ya con vida.

Decidme si sois tan sólo un tiempo

que dura mientras tanto se respira,

o si eres el camino que fangoso

nos lleva despacioso hacia aquel día,

en que la muerte llega y sólo has sido

un preludio más para ese día.

Roberto Hermida

## Premios y menciones
- 1.er Premio concurso nacional de cuentos, por su cuento "El Negrito", Grupo Vocación Orán, Salta.
- 1.er Premio por su soneto "La Mosca", Concurso Domínguez, 1992.
- Menciones de honor del Ateneo Poético Argentino.
- Distinciones de La Sociedad de Letras, Artes y Ciencias, filial Jesús María, Córdoba, Argentina.
- Mención de Honor, Primer Congreso Nacional de Poesía, Mar del Plata, 2005.

### En español
- Volcán Incandescente, Buenos Aires, Botella al mar, 1981.
- Anuarios de Poetas Contemporáneos del Club de Poetas, Antología, 1979, 1980, 1981.
- Antología de poetas tafinistos, editorial Diheto, auspiciado por la SADE, filial Tucumán, 2005.
- Tres más uno, Antología, Buenos Aires, 2006.
- Albatros Viajero, n.º 40, relatos, revista cultural, México, octubre-diciembre de 2006. Revista donde se publicaron los textos participantes en el Primer Congreso Nacional de Poesía, Mar del Plata, Argentina, del 17-21 de agosto de 2005.

### En gallego
- A Nosa Voz, Antología, España, 2004.
- Antología Poética da Diáspora Galega, Antología, 2007.